# アウトストラーダ A28
アウトストラーダ A28は、ポルトグルアーロでアウトストラーダ A4から分岐して始まり、ポルデノーネを通り、コネリアーノでアウトストラーダ A27とのジャンクションの直後で終わる、延長50km弱のイタリアのアウトストラーダである。環境への影響問題のため、完成に38年を要した。11月15日から4月15日までの期間は全線で冬季装備の義務がある。

## 歴史

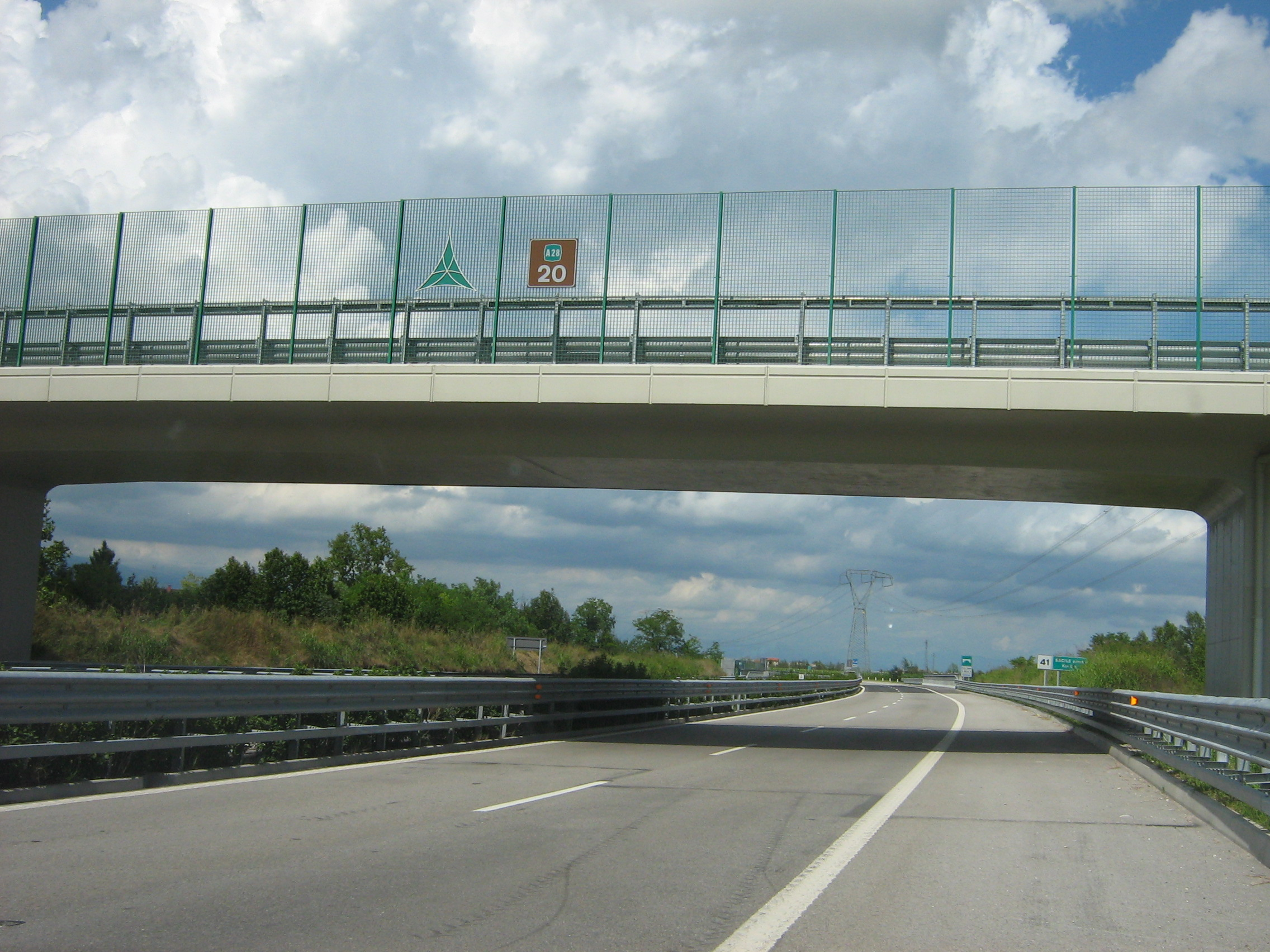
41km地点A4方面

1950年にA4のヴェネツィア-トリエステ区間の建設がアウトヴィエ・ヴェネテに発注された時、受注内容には、アウトストラーダのヴェネツィア-パルマノーヴァ-トリエステ区間だけでなく、パルマノーヴァ-ウーディネ分岐路も含めて合計147kmの建設と管理が対象となっていた。一方、ポルトグルアーロとポルデノーネをアウトストラーダの基準ではなく、4車線の道路として接続するという別の計画があった。
アウトストラーダ A4のヴェネツィア-トリエステ区間とヴィッレッセ-ゴリツィア接続路(現A34)が完成した1970年に、アウトヴィエ・ヴェネテは、以前に仮検討されていた道路建設を提案した。それは当初は国道251号を緊急車線無しの4車線に拡幅することであったが、最終的には新たなアウトストラーダの建設が提案され、それにはA4のポルトグルアーロ出入口の変更も含まれていた。
この新たなアウトストラーダは1972年に着工され、1974年12月31日にポルトグルアーロ-ポルデノーネ区間が開通した。この道路は、国道251号との交差点で終わっていた。その後数年の間に、ポルデノーネ、サチーレ、コネリアーノの人口増加、および、ポルチャとコネリアーノの両方にオフィスのあるザヌッシ-エレクトロラックスのあとおしもあり、トレヴィーゾや環境保護論者の反対はあったものの、A28をA27まで延伸する議論はますます活発になった。しかし、ポルデノーネからコネリアーノまでの28.1kmの延伸は、1982年の主要輸送道路網の10カ年計画により規定されることになった。
最初のポルデノーネ-フォンタナフレッダ区間の計画承認に続き、ヴィッラノーヴァ・ヴェッキア・ディ・ポルデノーネにあったサービスエリアのかわりに、ポルデノーネのインテルポルト(貨物基地)をアウトストラーダに接続するために、ポルデノーネ-インテルポルトの新しい出入口が開設された。
1985年に、経路に多くの変更が加えられた後、最初の2ロットの工事が承認され着工した。ひとつは、ロット24、ポルデノーネとポルチャの区間であり、もうひとつはロット25、ポルチャとフォンタナフレッダの区間及びフォンタナフレッダと国道13号の接続である。1986年11月にそれらの工事は完了した。しかし、ノンチェッロ川に架かる橋が試験により崩壊し、司法による調査やその他の構造物のテストのために高速道路は閉鎖された。1988年11月にANASは工事が必要な建設基準に準拠していることを確認した。1992年8月1日に、ポルチャとポルデノーネの区間が、上下線非分離道路として開通した。1986年2月にフォンタナフレッダとコネリアーノの区間の設計が完了し、同年6月にANASが承認した。サチーレ東と県道50号を接続する3番目のロット26とサチーレ西と国道13号を接続する4番目のロットが1991年に着工され、1994年12月17日に完成した。
サチーレ西とA27とのジャンクションの区間は1991年に設計が完了し、1993年にANASが承認したが、環境への影響に問題があり環境アセスメントで否認された。アウトストラーダの占有場所の変更と削減を2回実施したが、結局、ロット28については1991年の当初の経路が選定され、ロット29についても当初の経路に近いものが選定された。環境アセスメントでは、湧出水系およびパルーを分断することが論点になり、A27とのジャンクションのすぐ手前の、パルーの中心部のゲーボ/フォンタネッレに計画されていたパーキングエリアが削除された。
環境保護団体は経路をより北に移動させ、ピアンツァーノとオルサーゴを通る鉄道に沿わせたトンネルを通すことを何度も提案した。しかし、その経路の問題点は、ジャンクションとコネリアーノ出入口が近すぎるために交通流が危険になるということと、居住地中心部にトンネルを掘るには、多くの土地の収用と浸水防止設備が必要で費用がかかる、ということであった。同じ状況はA27にも発生しており、サンタ・マリア・デル・ピアーヴェに計画されていた新たな出入口は、環境問題を考慮してより南のピアーヴェ川近くに建設されることになった。
2003年に、2001年に発注されたロット28の工事が始まり、2006年9月16日にサチーレ西からゴーデガ・ディ・サントゥルバーノの区間の開通により完了した。しかし、その区間は2009年9月1日に閉鎖された。この閉鎖は、この時点で終点だったゴーデガ出入口を出て幹線である国道13号に行くには、ピアンツァーノの町の中心を通り抜ける道しか選択肢がなく、この道路の交通量が著しく増加しピアンツァーノの町に大きな問題を引き起こしていることを住民が国務院に訴えたことにより決定された。ピアンツァーノの中心部を迂回して国道13号に接続する道路(ヴァリアンテ・ディ・ピアンツァーノ)は、2010年8月23日に開通したが、アウトストラーダは再開されなかった。アウトストラーダは2010年10月23日に再開したが、ゴーデガ・ディ・サントゥルバーノ出入口は、12月10日にゴーデガ料金所が開通するまでは閉鎖されていた。
70年代の開拓によって既に深刻な被害を受けたパルーの更なる破壊を回避するための3回の環境アセスメントと多くの環境面の処置の後、最後の区間の建設が、2007年に始まった。最後の区間である、ゴーデガ・ディ・サントゥルバーノとコネリアーノのA27とのジャンクションの区間は、2010年10月23日に開通した。工事が完了していないにもかかわらず、メストレとポルトグルアーロの間のA4を迂回させるために、A27から進入する向きのみの開通が2010年8月の週末に前倒しされた。

## 現在の状況
このアウトストラーダは片側2車線および緊急車線の構成である。フォンタナフレッダとチンペッロの区間は、ポルデノーネの南環状線の一部としても機能しており、ポルデノーネ南部の交通量を著しく削減している。この道路は、アウトヴィエ・ヴェネテ社が管理している。サービスエリアは、グルアーロとポルチア/ブルニェーラの二カ所がある。アッツァーノ・デチーモとヴィッロッタの間のポルトグルアーロ方面車線に、平均車速を監視するセーフティ・チューターが設置されている。11月15日から4月15日までの期間は全線で冬季装備の義務がある。
コルディニャーノ本線料金所を超えたサチーレ西からポルトグルアーロの区間は無料である。

### 経路
このアウトストラーダは、ポルトグルアーロの工業地帯近くで、A4とのジャンクションから始まり、チンペッロまでは、国道251号の東側を市街地からすこし外れて直進する。その後、アウトストラーダは国道251号の経路からはずれ、国道13号の南側を西に進む。国道13号との間隔が少し広く、それぞれの出入口と国道13号を接続する道路が整備されている(SP49/SP38, Via Bodegan, Strada della Libera, Viale Michelangelo Grigoletti, Variante di Pianzano)。チンペッロ出入口を過ぎると、メドゥーナ川を超え、その後にポルデノーネ・インテルポルトの出入口がある。ポルデノーネ出口を通過した後、アウトストラーダはゆるやかなカーブを描き、主に高架橋を進み、ノンチェッロ川とポルチャの湧出水系を横断する。フォンタナフレッダ出入口は、完全にポルチャの領域内にあるが、この出口を出て国道13号への接続路を進むと最寄りの町がフォンタナフレッダであるため、この名前が出口名称として使われている。サチーレ東とサチーレ西の間で、長さ1,140mとA28の中で最も長い高架橋によりリヴェンツァ川を超える。コルディニャーノ本線料金所を超え、パルーの堤防を横切り、このアウトストラーダはコネリアーノで終わる。

### 行程
| PORTOGRUARO - PORDENONE - CONEGLIANO |                                           |        |        |      |
| 種別                                 | 方面                                      | ↓km↓   | ↑km↑   | 地域 |
|                                      | Venezia - Trieste                         | 0      | 48.75  | VE   |
|                                      | Portogruaro本線料金所                     | 0.658  | 48.092 | VE   |
|                                      | Portogruaro                               | 1.08   | 47.67  | VE   |
|                                      | "Gruaro"サービスエリア                    | 1.200  |        | VE   |
|                                      | Sesto al Reghena                          | 4.692  | 44.058 | PN   |
|                                      | Villotta                                  | 8.672  | 40.078 | PN   |
|                                      | Azzano Decimo                             | 13.951 | 34.799 | PN   |
|                                      | Cimpello Raccordo Cimpello - Pian del Pan | 17.225 | 31.525 | PN   |
|                                      | Pordenone Interporto - Centro Ingrosso    | 20.449 | 28.301 | PN   |
|                                      | 廃止されたサービスエリア                  | 20.449 | 28.301 | PN   |
|                                      | Pordenone                                 | 21.510 | 27.24  | PN   |
|                                      | Porcia                                    | 24.364 | 24.386 | PN   |
|                                      | Fontanafredda                             | 28.059 | 20.691 | PN   |
|                                      | "Porcia"サービスエリア                    | 29.300 |        | PN   |
|                                      | "Brugnera"サービスエリア                  |        | 19.25  | PN   |
|                                      | Sacile Est                                | 31.129 | 17.621 | PN   |
|                                      | Sacile Ovest                              | 35.05  | 13.70  | PN   |
|                                      | Cordignano本線料金所                      | 36.428 | 12.322 | TV   |
|                                      | Godega di Sant'Urbano                     | 43.790 | 4.96   | TV   |
|                                      | Conegliano Venezia-Belluno                | 48.75  | 0      | TV   |